# Karl Klaus
Karl Ernst Claus (parfois appelé Karl Klaus ou Carl Claus, russe : Карл Ка́рлович Кла́ус, né et mort (23 janvier 1796 – 24 mars 1864) à Dorpat (aujourd'hui Tartu), gouvernement d'Estonie, Empire russe, est un chimiste et naturaliste allemand sujet de l'Empire russe.

## Carrière
Il est surtout connu pour avoir découvert et isolé le ruthénium en 1844.
Karl Claus fut professeur à l'université impériale de Kazan et membre de l'Académie des sciences de Russie.